# Theo Thijssenprijs
Der Theo Thijssenprijs ist ein niederländischer Literaturpreis.
Der Preis ist nach dem niederländischen Autor Theo Thijssen benannt und wird seit 1988 alle drei Jahre für das Gesamtwerk eines Autors verliehen. Vor 1988 hieß der Preis „Staatspreis für Kinder- und Jugendliteratur“. Er wurde vom Ministerium für Kultur verliehen. Der Theo Thijssenprijs wird von einer Stiftung verliehen. Der Preis ist mit 60'000 Euro dotiert.

## Preisträger

### Staatsprijs voor kinder- en jeugdliteratuur
- 1964 Annie M. G. Schmidt
- 1967 An Rutgers van der Loeff-Basenau
- 1970 Miep Diekmann
- 1973 Paul Biegel
- 1976 Tonke Dragt
- 1979 Guus Kuijer
- 1982 Henk Barnard
- 1985 nicht vergeben

### Theo Thijssenprijs
- 1988 Willem Wilmink
- 1991 Wim Hofman
- 1994 Els Pelgrom
- 1997 Toon Tellegen
- 2000 Joke van Leeuwen
- 2003 Imme Dros
- 2006 Peter van Gestel
- 2009 Ted van Lieshout
- 2012 Sjoerd Kuyper
- 2015 Martha Heesen
- 2018 Bibi Dumon Tak
- 2021 Daan Remmerts de Vries
- 2024 Edward van de Vendel